# Henrik Fig
Henrik Fig (ur. 9 marca 1972) – duński piłkarz grający na pozycji pomocnika lub napastnika.

## Życiorys
Seniorską karierę rozpoczął w Vejle BK. W Superligaen zadebiutował 20 maja 1991 roku w wygranym 5:1 spotkaniu z Aalborg BK. W latach 1995–1996 występował w Colorado Foxes. W tym okresie rozegrał 22 ligowe mecze. Następnie wrócił do Vejle BK. W klubie tym występował do 2002 roku. Ogółem w Vejle rozegrał 128 ligowych meczów, z czego 49 w Superligaen. Następnie występował w niemieckim Flensburg 08. W 2005 roku zakończył karierę.
Jest bratem Thomasa, także piłkarza.

## Statystyki ligowe
| Sezon         | Klub           | Liga        | Mecze | Gole |
| ------------- | -------------- | ----------- | ----- | ---- |
| 1991          | Vejle BK       | Superligaen | 6     | 0    |
| 1991/1992     | Vejle BK       | Superligaen | 4     | 0    |
| 1995          | Colorado Foxes | A-League    | 6     | 1    |
| 1996          | Colorado Foxes | A-League    | 16    | 6    |
| 1996/1997 (w) | Vejle BK       | Superligaen | 18    | 6    |
| 1997/1998     | Vejle BK       | Superligaen | 7     | 1    |
| 1998/1999     | Vejle BK       | Superligaen | 14    | 2    |
| 1999/2000     | Vejle BK       | Superligaen | 0     | 0    |
| 2001/2002     | Vejle BK       | Superligaen | 0     | 0    |
| 2002/2003     | Flensburg 08   | Oberliga    | 20    | 2    |
| 2003/2004     | Flensburg 08   | Oberliga    | 9     | 3    |